# Apollo's Chariot
Apollo's Chariot sont des hyper montagnes russes du parc Busch Gardens Williamsburg, situé dans le Comté de James City, en Virginie (à 5 km au sud est de Williamsburg, aux États-Unis). C'est le premier Hyper Coaster construit par Bolliger & Mabillard.

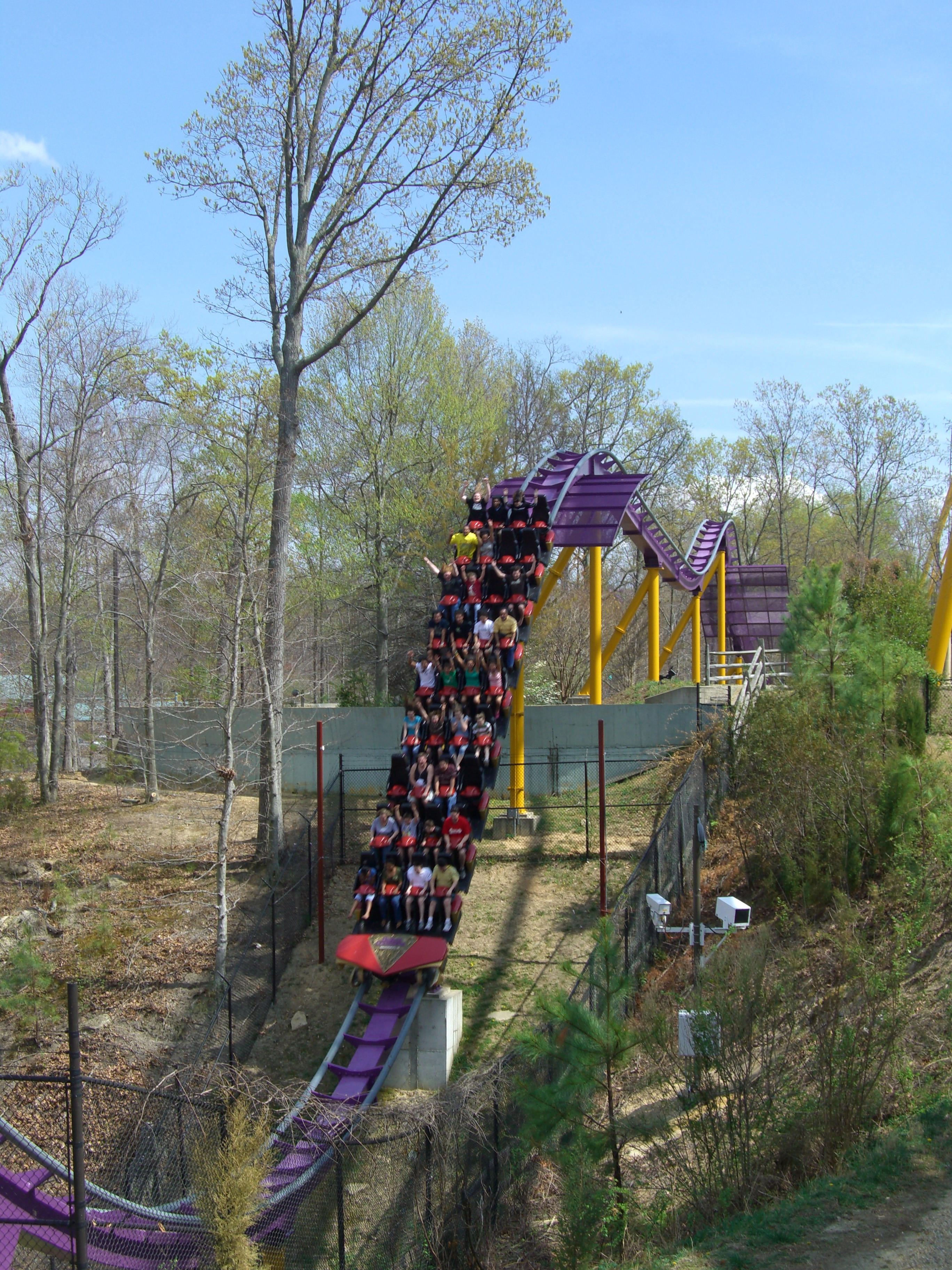
Le train d’Apollo's Chariot.

## Historique
L'attraction fut annoncé le 5 septembre 1998 comme les montagnes russes les plus hautes et les plus rapides de Busch Gardens Williamsburg. À la date du 23 janvier 1999, il manquait seulement une vingtaine de portions du rail à installer avant de pouvoir inaugurer Apollo's Chariot.
À l'occasion du lancement de l'attraction, le mannequin italien Fabio Lanzoni fut convié pour participer au premier tour en étant installé au premier rang. Sur le parcours une oie sauvage viendra percuter le mannequin au visage, le laissant le nez en sang. Reçu à l'hôpital pour des coupures mineures au visages, Lanzoni en sortira sans séquelles alors que l'animal mourut sur le coup.

## Le circuit
Le circuit commence par un lift hill à chaîne d'une hauteur de 51,8 mètres. Après avoir atteint le sommet, le train fait une petite descente, puis une descente de 64 mètres inclinée à 65 degrés vers un ravin rempli d'eau, atteignant une vitesse de 117,5 km/h. Ensuite, le train fait une bosse avec un airtime, suivie d'une descente de 39.9 mètres. Un court tunnel se trouve à la fin de la deuxième descente. Après la troisième montée, le train fait une descente de 43.9 mètres, qui va vers la gauche. Ensuite, il y a une grande hélice à la montée, qui fait subir une force de 4,1 g. À la sortie de l'hélice, il y a une petite descente, puis un virage vers la droite vers une zone de freinage. Ensuite, il y une descente vers un bunny hop parallèle à la première descente. Après, il y a un overbanked turn sous le lift hill, qui esquive une colonne. Ensuite, le train fait un virage à gauche et une bosse, suivie d'un fossé dans lequel se trouve l'appareil photo on-ride. Après les freins finaux et un virage vers la droite, les passagers retournent vers la gare.

## Statistiques
- Éléments : Lift hill de 51,8 m de haut suivi d'une descente de 64 m, puis de bosses suivies des descentes respectivement de 39,9 m, 43,9 m, 31,1 m, 14,6 m, 26,5 m, 11,6 m, 4,9 m et 14,9 m.
- Trains : 3 trains de 9 wagons. Les passagers sont placés à 4 de front par wagon pour un total de 36 passagers.

## Awards
| Classement | 8 | 7 | 5 | 5 | 5 | 4 | 5 | 4 | 4 | 5 | 4 | 7 |